# EE-9 Cascavel
Pour les articles homonymes, voir Cascavel.
L'EE-9 Cascavel est un véhicule blindé de reconnaissance fabriqué au Brésil conçu à partir de 1970 par la firme Engesa et entré en service en 1974. Il doit son nom au crotale (Cascavel en portugais).
Il a la particularité d'utiliser un maximum de pièces issues du commerce civil et partage de nombreux éléments avec le véhicule de transport de troupes EE-11 Urutu brésilien.
Sa version la plus fréquente, le Cascavel III[Quand ?], est équipée avec une tourelle Engesa sur laquelle est monté un canon de calibre 90 mm belge Cockerill Mk 3 fabriqué sous licence.
C'est un véhicule de reconnaissance à 6 roues motrices, très rapide et très manœuvrable, tant sur route, qu'en tout-terrain. Le pilote est installé en avant et à gauche de la caisse, la tourelle abrite les deux autres membres d'équipage, au milieu du véhicule.

## Caractéristiques techniques
- Munitions : 44 obus de 90 mm (dont 24 prêts au service), 2 200 cartouches de 7.62 mm
- Capacité du réservoir : 390 litres
- Garde au sol : 0,34 m
- Franchissement vertical : 0,6 m
- Franchissement horizontal : 1 m
- Pente : 30 %
- Capacité NBC : non
- Capacité de vision nocturne : intensificateurs de lumière (en option)
- Capacité d'observation : jumelles à grossissement x 10 de type SS 123 - télémètre laser de type LV3 sur le Cascavel IV

## Variantes
- Cascavel I : connue en tant que 'Cascavel Magro' (Cascavel maigre). Véhicule d'origine avec un canon de calibre 37 mm récupéré sur l'ancien char léger Stuart M3.
- Cascavel II: connue en tant que 'Cascavel Gordo' (Cascavel gras). Produit pour recevoir la tourelle française H 90 équipée d'un canon de calibre 90 mm DEFA D 921.
- Cascavel III: décrit ci-dessus.
- Cascavel IV: équipée d'un nouveau moteur et d'une nouvelle transmission, ainsi que d'un système de visée jour/nuit avec télémètre laser et mitrailleuse de calibre 12,7 mm.

## Pays utilisateurs
- Algérie 550
- Brésil 415 [Quand ?], 409 en 2021, entre 98 et 201 doivent être modernisés et remotoriser à partir de 2024[1].
- Chili 50
- Colombie 120
- Paraguay 30
- Équateur 22
- Pérou
- Uruguay 15
- Chypre 124
- Qatar 32
- Iran 40
- Irak 1 026 entre 1980 et 1989[2]
- Venezuela 120
- Libye 380
- Burkina Faso
- Tchad 5
- Gabon 14
- Ghana 9
- Nigeria 75
- Togo 36
- Tunisie 24 livrés en 1983[3]

Il a été utilisé entre autres lors de la guerre égypto-libyenne, la guerre Iran-Irak,  la guerre du Golfe, la guerre civile libyenne, la lutte contre Boko-Haram.